# Gondomar
Pour les articles homonymes, voir Gondomar (homonymie).
Gondomar est une municipalité (en portugais : concelho ou município) du Portugal, située dans le district de Porto et la région Nord.
Les habitants sont appelés (en portugais) Gondomarenses.

## Géographie
Gondomar est limitrophe :
- au nord-est, de Valongo et Paredes,
- au sud-est, de Penafiel et Castelo de Paiva,
- au sud, d'Arouca et Santa Maria da Feira,
- au sud-ouest, de Vila Nova de Gaia,
- à l'ouest, de Porto,
- au nord-ouest, de Maia.

## Démographie
| 1801  | 1849   | 1900   | 1930   | 1960   | 1981    | 1991    | 2001    | 2004    |
| ----- | ------ | ------ | ------ | ------ | ------- | ------- | ------- | ------- |
| 7 220 | 19 103 | 32 428 | 49 758 | 84 599 | 130 751 | 143 178 | 164 096 | 169 239 |

| 2011    | - | - | - | - | - | - | - | - |
| ------- | - | - | - | - | - | - | - | - |
| 168 027 | - | - | - | - | - | - | - | - |

## Sports
- Football : Gondomar SC

## Subdivisions
La municipalité de Gondomar groupe 12 paroisses (freguesia, en portugais) :
- Baguim do Monte
- Covelo
- Fânzeres
- Foz do Sousa
- Jovim
- Lomba
- Medas
- Melres
- Rio Tinto
- São Cosme (Gondomar)
- São Pedro da Cova
- Valbom
- Gens